# Anna Grue

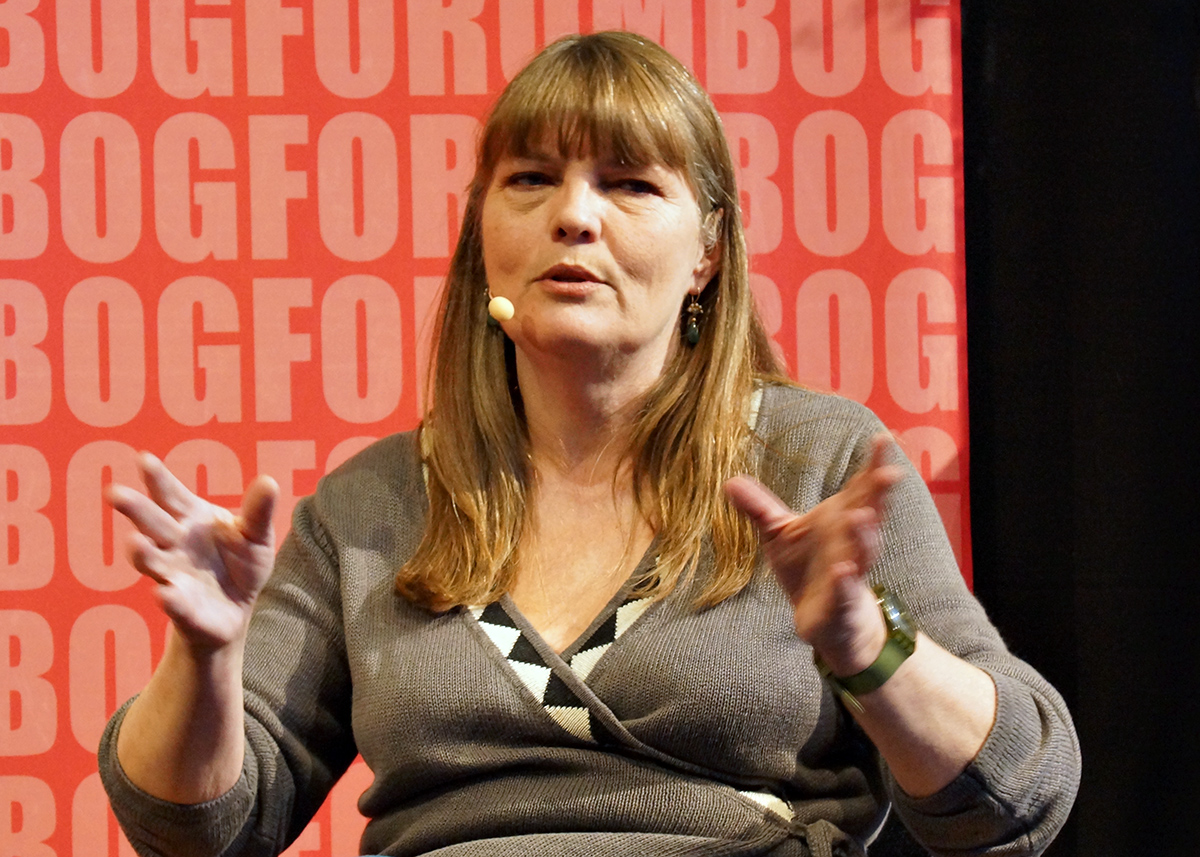
Anna Grue (2012)

Anna Grue (* 1957 in Nykøbing Sjælland, Dänemark) ist eine dänische Krimiautorin.

## Leben
Zunächst war Anna Grue als Journalistin tätig. Seit 2007 verfasst sie Romane.
Bekannt wurde sie mit den auch in Deutschland erschienenen Romanen um den Detektiv Dan Sommerdahl. Abweichend von anderen erfolgreichen Krimiautoren Skandinaviens stellt sie weniger die Verbrechen als vielmehr Liebe und Charme in den Mittelpunkt.

## Romane (in deutscher Übersetzung)
Dan-Sommerdahl-Reihe
- Die guten Frauen von Christianssund. Übersetzt von Ulrich Sonnenberg. Atrium, Zürich 2013, ISBN 978-3-85535-200-5.
- Der Judaskuss. Übersetzt von Ulrich Sonnenberg. Atrium, Zürich 2014, ISBN 978-3-85535-201-2.
- Die Kunst zu sterben. Übersetzt von Ulrich Sonnenberg. Atrium, Zürich 2014, ISBN 978-3-85535-202-9.
- Es bleibt in der Familie. Übersetzt von Ulrich Sonnenberg. Atrium, Zürich 2015, ISBN 978-3-85535-203-6.
- Die Wurzel des Bösen. Übersetzt von Ulrich Sonnenberg. Atrium, Zürich 2015, ISBN 978-3-85535-204-3.
- Das falsche Gesicht. Übersetzt von Ulrich Sonnenberg. Atrium, Zürich 2016, ISBN 978-3-85535-206-7.
- Wie der Vater, so der Sohn. Übersetzt von Ulrich Sonnenberg. Atrium, Zürich 2019, ISBN 978-3-03882-109-0.